# Coloration PAS
 (avril 2025).
Si vous disposez d'ouvrages ou d'articles de référence ou si vous connaissez des sites web de qualité traitant du thème abordé ici, merci de compléter l'article en donnant les références utiles à sa vérifiabilité et en les liant à la section « Notes et références ».

Glomérule rénal en microscopie optique - coloration au PAS.

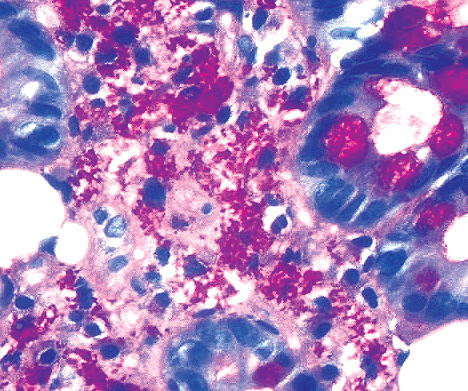
Inclusions PAS+ dans la maladie de Whipple.

La coloration PAS (Periodic Acid Schiff) est une coloration utilisée en histologie pour mettre en évidence les polysaccharides (types mucopolysaccharides) présents dans certains tissus conjonctifs ainsi que dans le mucus. Elle est composée d'acide periodique et de réactif de Schiff.
Il s'agit là d'une coloration spécifique à l'inverse de l'hématoxyline-éosine-safran, par exemple.
En effet, l'acide periodique est un oxydant puissant capable de rompre la liaison covalente entre deux fonctions -OH d'un glucopyranose. Les deux fonctions aldéhyde créées réduisent le leucodérivé de la fuchsine basique de Schiff qui devient rose.
L'hématoxyline est utilisée comme contre-colorant pour augmenter le contraste (coloration des noyaux).
Il colore en rouge fuchsia les aldéhydes (sucres ou polysaccharides) de la membrane plasmique ou des acides nucléiques. Le glycogène et les glycoprotéines apparaissent roses. Ces groupements glycols apparaissent dans la membrane basale (située par exemple à l'interface entre l'épithélium et le tissu conjonctif).